# Ca l'Alzina (Argentona)
Ca l'Alzina o Torre Ruiz és una obra modernista d'Argentona (Maresme) protegida com a Bé Cultural d'Interès Local.

## Descripció
Xalet monumental de planta rectangular, amb soterrani, planta baixa i dos pisos, amb teulada a dues vessants amb frontó a la façana.
Són molt importants els relleus i les escultures de les obertures, especialment les de la façana principal. També els treballs de ferro forjat dels balcons
En el coronament hi ha la data 1904.